# Манастир Свете Марије Магдалине у Чиниглавцима
Манастир Марије Магдалине, посвећен Благој Марији је манастир Епархије нишке, српске православне цркве.  Манастир се налази у јужном делу пиротског села Чиниглавци, а његова слава је Блага Марија и обележава се 4. августа.

## Блага Марија
Блага Марија је хришћански и народни празник који се празнује 4. августа (по Григоријанском календару). 
Овај дан је у ствари спомен на Марију Магдалену, која је била родом из Сирије из града Магдале, због чега је и добила име Магдалена. У својој младости је била грешница али ју је Исус избавио од грехова. Касније је постала његова ученица, пратила га је и слушала његове проповеди.

## Изградња и историјат манастира
Манастир Марије Магдалине је изграђен 1858. године, а дограђен у периоду од 1926. — 1927. године, у време свештеника Драге. Радили су га мајстори из села Срећковац, Ранђел и Ристивоје. У дограђеном делу су се одвијала богослужења и обреди поводом славе. Цигла и темељи манастира су из римског доба, па се претпоставља да је он саграђен на темељима старе римске базилике.

## Манастир данас
Године 2004. манастир је обновила Мира Марков уз помоћ мештана тог села као и донације добрих људи из Града Пиротаа. Манастир је обновљен од темеља до крова, како споља, тако изнутра, а 2016. године је почела обнова конака из темеља. Манастир је живописан. Сваке године 4. августа, када је слава манастира, окупља се велики број људи да радосно прослави празник св. Марије Магдалине.